# 陣場站

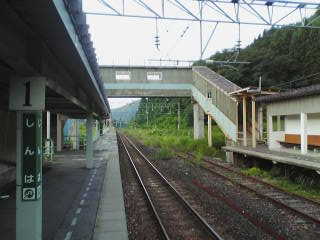
月台。左邊為1號月台，右號為2號月台

陣場站（日语：／ Jimba eki */?）是位於秋田縣大館市長走字相染台，東日本旅客鐵道（JR東日本）的奧羽本線車站，亦是奧羽本線進入青森縣境前的最後一個車站。

## 車站構造
車站是一座地面車站，設有1面1線的單式月台和1面2線的島式月台。在2號月台上設有出發信號指示燈，於現時時間表沒有列車使用該月台，在路軌已經生滿雜草。在各月台上設有跨線橋連接。
此站是由東能代站管理的無人車站。

### 月台
| 月台 | 路線         | 上下行       | 方向         |
| ---- | ------------ | ------------ | ------------ |
| 1    | ■奧羽本線    | 下行         | 青森方向     |
| 2    | （後備月台） | （後備月台） | （後備月台） |
| 3    | ■奧羽本線    | 上行         | 秋田方向     |

參考

## 歷史
在1899年，此站與鄰站白澤站啟用，為秋田縣首兩座啟用車站。在路線成為雙線鐵路前，路線途經矢立峠，當時此站設有連結蒸氣機車作為重聯的基地，因此此站設有25人以上車站職員。在1970年，奧羽本線陣場站至津輕湯之澤站之間成為雙線鐵路，並把車站遷移至此地。舊站的月台遺址仍然存在。舊路線部分還設有路軌和架空電纜，用作練習維修架空電纜用途。

### 年表
- 1899年6月21日：官設鐵道碇關站至白澤站之間開業，此站啟用。為一般車站。
- 1909年10月12日：制定路線名稱，此站成為奥羽本線車站。
- 1970年11月5日：雙線化，車站遷移至現地。
- 1971年10月1日：降為無人車站[1][3]。
- 1987年4月1日：隨國鐵分割民營化，車站由東日本旅客鐵道（JR東日本）營運。
- 2018年12月1日：隨著大館站成為業務委託車站，此站改由東能代站管理。

## 車站周邊
此站周邊設有日景溫泉、矢立溫泉等古老溫泉區。現時於車站大樓前沒有一般巴士路線前往日景溫泉，但是設有前往日景溫泉的接送巴士。
- 國道7號

## 巴士路線
在車站前設有秋北巴士陣場站入口巴士站
- 陣場、矢立高地線
  - 下行 - 前往矢立高地（日语：道の駅やたて峠）(1日3往返班次[4][注釋 1])
  - 下行 - 前往上陣馬
  - 上行 - 前往大館站前、市立醫院（日语：大館市立総合病院）前、鳳鳴高校（日语：秋田県立大館鳳鳴高等学校）前

## 其他
- 在1960年代前，於早上和黃昏設有2往返班次直通至花輪線。在1982年前，只剩下早上1往返班次。當中，早上班次的下行列車從花輪線陸中花輪（現時:鹿角花輪）站出發[5]。

## 相鄰車站
東日本旅客鐵道（JR東日本）
■奧羽本線
□快速
通過
■普通
白澤－陣場－津輕湯之澤*－碇關
*所有列車會在冬季期間（部分列車為全年）通過津輕湯之澤站。

## 外部連結
- 車站資訊（陣場）：東日本旅客鐵道（日語）